# Vladislav Lektorskij
Vladislav Alexandrovič Lektorskij (rusky Владисла́в Алекса́ндрович Лекто́рский; * 23. srpna 1932 v Moskvě, RSFSR, SSSR) je sovětský a ruský filozof, doktor filozofických věd (1978), profesor (1979), odborník na epistemologii a filozofii vědy, žák Evalda Iljenkova.

## Životopis
V roce 1955 absolvoval filozofickou fakultu Moskevské státní univerzity. Roku 1959 dokončil aspiranturu ve Filozofickém ústavu AV SSSR v Moskvě. V roce 1964 obhájil kandidátskou disertaci na téma Poznávací vztah (rusky Познавательное отношение) a v roce 1978 doktorskou práci na téma Subjekt, objekt, poznání (rusky Субъект, объект, познание). Od roku 1957 pracuje ve Filozofickém ústavě RAV, kde byl v roce 1969 jmenován vedoucím odboru pro teorii poznání. 30. května 1997 byl zvolen členem-korespondentem Ruské akademie věd, 25. května 2006 řádným členem. V letech 1988—2009 byl šéfredaktorem časopisu Voprosy filosofii.

## Publikace
- Современная буржуазная философия. — М.: Издательство Московского университета, 1972.

Česká vydání
- LEKTORSKIJ, V. A. Operacionalismus. In: BOGOMOLOV, A. S.; MELVIL, J. K.; NARSKIJ, I. S. Současná buržoazní filozofie. 1. vyd. Praha: Svoboda, 1978. Kritická studie sovětských filozofů analyzuje hlavní směry buržoazní filozofie v posledním století. Pojednává o novokantovství, o charakteristických rysech pozitivismu konce 19. a začátku 20. století, o absolutním idealismu, pragmatismu, novopozitivismu, vzniku, ideově teoretických základech a filozofické podstatě existencialismu, fenomenologii, novotomismu aj. S. 392–404.